# روسترور
روسترور (به انگلیسی: Rostrevor) یک منطقهٔ مسکونی در بریتانیا است که در شهرستان داون واقع شده‌است. روسترور ۲٬۴۳۳ نفر جمعیت دارد.